# Potencial de repòs
El potencial de repòs és la diferència de potencial que hi ha entre l'interior i l'exterior d'una cèl·lula. El que manté a aquest potencial en repòs, és la bomba de sodi i potassi, en què la càrrega interior és negativa per la superior concentració d'ions de potassi i l'exterior positiva per la superior concentració d'ions de sodi.
La membrana cel·lular es comporta com una barrera semipermeable selectiva, és a dir permet el trànsit a través d'ella de determinades molècules i impedeix el d'altres. Aquest pas de substàncies és lliure, no suposa aportació energètica addicional perquè es pugui dur a terme. En les cèl·lules elèctricament excitables, el potencial de repòs és aquell que es registra per la distribució asimètrica dels ions (principalment sodi i potassi) quan la cèl·lula està en repòs fisiològic, és a dir, no està excitada. Aquest potencial és generalment negatiu, i permet calcular coneixent la concentració dels diferents ions dins i fora de la cèl·lula. La distribució asimètrica dels ions es deu als gradients dels potencials electroquímics d'aquests. El potencial electroquímic està compost pel potencial químic, directament relacionat amb la concentració de les espècies, i amb la càrrega dels diferents ions